# سام سويني
سام سويني (بالإنجليزية: Sam Sweeney)‏ هو موسيقي بريطاني، ولد في 27 فبراير 1989 في نوتنغهام في المملكة المتحدة.

## وصلات خارجية
- الموقع الرسمي
- سام سويني على موقع ميوزك برينز (الإنجليزية)
- سام سويني على موقع ميوزك برينز (الإنجليزية)
- سام سويني على موقع أول ميوزيك (الإنجليزية)
- سام سويني على موقع ديسكوغز (الإنجليزية)